# Bas-Valais
Pour les articles homonymes, voir Valais (homonymie).

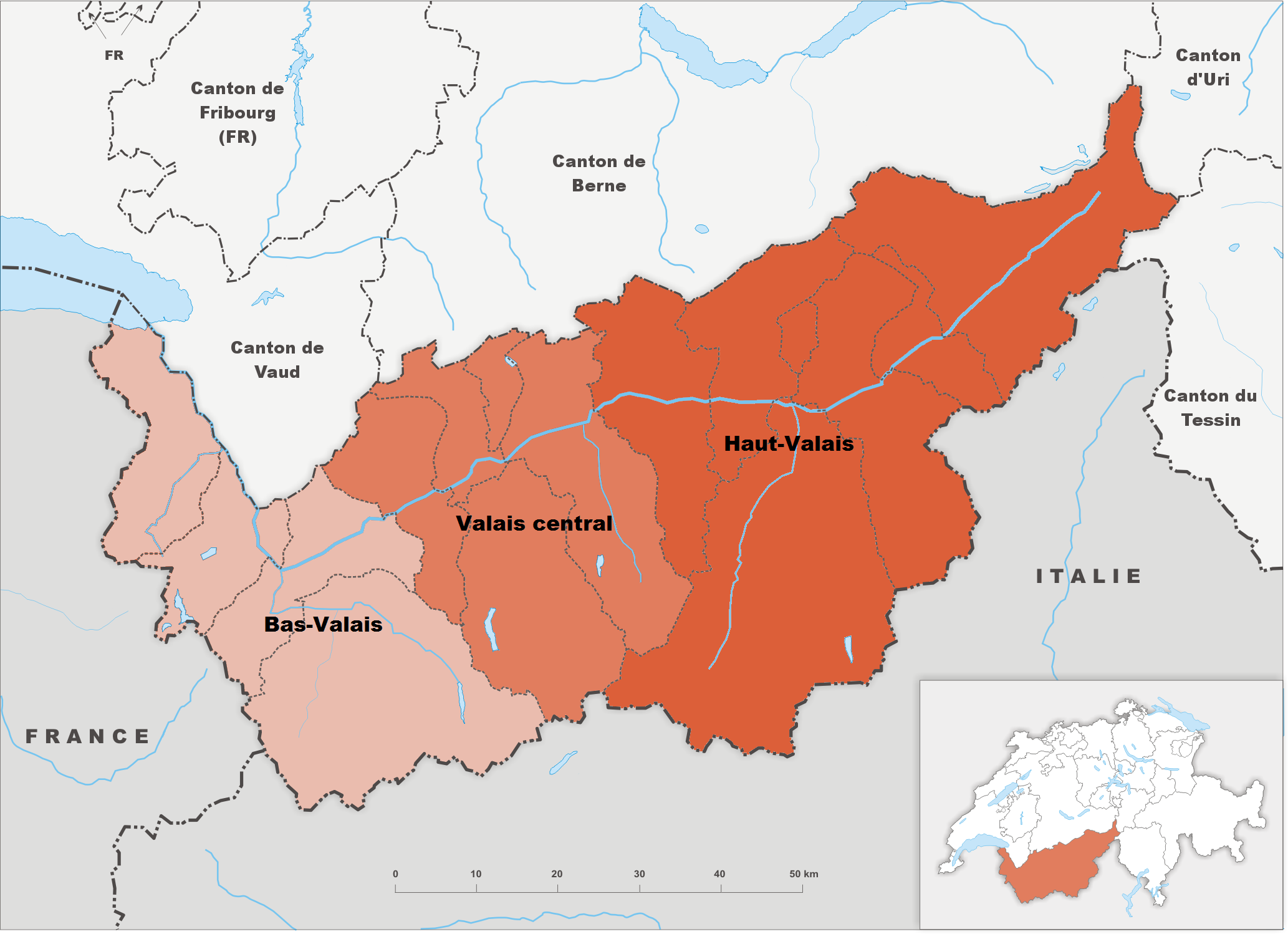
Le Bas-Valais est la partie occidentale du Valais.

Le Bas-Valais (en allemand : Unterwallis) est une région du canton du Valais.
Il forme, avec le Valais central, la partie francophone du canton et est divisé en quatre districts : Monthey, Martigny, Saint-Maurice et Entremont, eux-mêmes divisés en 36 communes.
Traditionnellement (et jusqu'à la Constitution du 3 août 1839), il s'étendait à l'est jusqu'à la Morge (depuis 1392) et comprenait ainsi le district de Conthey. Le nom de « Morge » était donné à une rivière  délimitant un territoire, comme la Morge de Saint-Gingolph sert d'ailleurs au Bas-Valais de frontière occidentale depuis 1569 et le Traité de Thonon.